# Canis lupus gregoryi
Canis lupus gregoryi és una subespècie del llop (Canis lupus) extinta en estat salvatge des de l'any 1980. Es troba a Nord-amèrica. S'està reintroduint al seu hàbitat original gràcies a alguns exemplars conservats en captivitat.